# Guerre de Restauration (République dominicaine)
Pour les articles homonymes, voir Guerre de Restauration.
La guerre de Restauration est une guerre qui a eu lieu en République dominicaine entre 1863 et 1865, et qui a opposé les indépendantistes dominicains à l'Espagne, qui avait recolonisé le pays 17 ans après son indépendance. La guerre s'est conclue par la victoire des Dominicains et le retrait définitif du royaume d'Espagne.

## Contexte

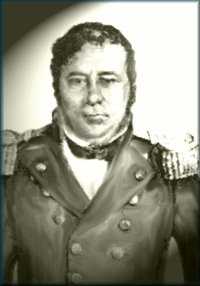
Le général Pedro Santana fut le promoteur de l'annexion de l'île par l'Espagne.

Le général Pedro Santana, au pouvoir en République dominicaine, faisait face à une crise économique et la menace d'une autre invasion haïtienne. Face à ces menaces, Santana demande à l'Espagne de reprendre le contrôle du pays, après 17 ans d'indépendance. Les États-Unis, déchirés par la guerre de Sécession, ne pouvaient pas faire appliquer la doctrine Monroe et éviter l'intrusion de puissances européennes sur le continent américain. Les Espagnols ont considéré qu'il s'agissait d'une opportunité pour reprendre pied dans l'ancienne colonie. L'annexion par l'Espagne eut lieu le 18 mars 1861 et Santana devint gouverneur général de la nouvelle juridiction de Saint-Domingue.
Cette annexion provoqua l'opposition des nationalistes dominicains, et Francisco del Rosario Sánchez, héros de l'indépendance dominicaine, tenta une invasion à partir d'Haïti, qui était officiellement neutre. Capturé, il est fusillé le 4 juillet 1861.
Les Espagnols écartèrent Santana, jugé trop faible et incapable de maintenir l'ordre dans le pays.
Le gouvernement colonial espagnol commença peu à peu à se mettre à dos la population, en grande partie à cause de l'occupation des troupes espagnoles, qui réquisitionnaient le bétail sans la moindre indemnisation. Cette opposition avait aussi des causes culturelles, dues à la volonté de l'épiscopat espagnol de rétablir un « ordre moral » dans une île où beaucoup de couples n'étaient pas mariés et où les naissances illégitimes étaient acceptées. Cette opposition à l'Espagne avait également des causes économiques : les Espagnols avaient établi des droits de douane élevés pour les produits non espagnols. À tout cela s'ajoutaient des rumeurs, selon lesquelles les Espagnols cherchaient à rétablir l'esclavage et à envoyer les Dominicains noirs à Cuba et à Porto Rico, des îles demeurées espagnoles.
La conjonction de ces évènements fit craindre à l’administration espagnole, à partir de 1862, l’imminence d’une insurrection populaire. À cela s’ajoutait la dégradation des relations avec Haïti, due à la revendication par l’Espagne de territoires pris par Haïti en 1794.

## La guerre

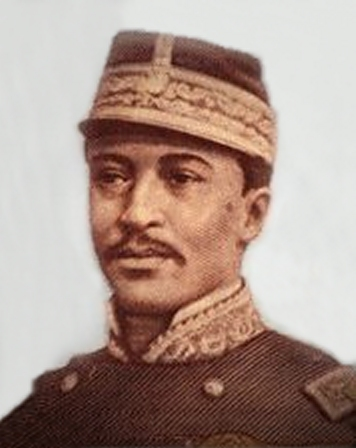
Le jeune général Gregorio Luperón lança la rébellion visant à rétablir la souveraineté dominicaine.

Le 16 août 1863, un groupe dirigé par Gregorio Luperon et Santiago Rodriguez fit une incursion audacieuse en territoire dominicain, à partir d'Haïti. Le groupe de rebelles hissa le drapeau dominicains au Cerro de Capotillo, une colline située dans la province de Dajabon, à la frontière haïtienne. Cette expédition, connue sous le nom de grito de Capotillo, fut le début de la guerre.
Les villes de la Cibao se rallièrent les unes après les autres à la rébellion, si bien que la ville de Santiago de los Caballeros se souleva le 3 septembre, et qu'une garnison espagnole de 800 hommes se retrouva assiégée dans la forteresse San Luis par 6 000 Dominicains. Les insurgés prirent la forteresse après dix jours de siège, et établirent leur nouveau gouvernement dans la ville, avec José Antonio Salcedo comme président. Ce gouvernement avait pour objectif de renverser la domination espagnole et d'arrêter Santana, considéré comme un traître. Salcedo demanda une aide au gouvernement américain, elle fut refusée.
Les Espagnols disposaient à ce moment-là de 5 000 hommes sur le sol dominicain, dont une grande partie n'était pas en état de combattre à cause des maladies tropicales. L'année suivante, près de 20 000 hommes furent amenés en renforts, d'Espagne, de Cuba et de Porto Rico.
La guerre tourna peu à peu au désavantage de l'Espagne. Santana, jusque-là considéré comme un bon stratège, se révéla incapable de contrer la rébellion. Il fut destitué par les Espagnols, ayant désobéi à l'ordre qui lui intimait de concentrer ses troupes à Saint-Domingue. Il fut relevé de ses fonctions et envoyé à Cuba pour être jugé par une cour martiale. Il mourut avant son procès.
Le gouverneur général José de la Gándara y Navarro (en) tenta de négocier un cessez-le-feu avec les rebelles. Santana, ayant accepté l'offre, fut assassiné par des opposants, qui lui reprochaient de vouloir faire revenir au pouvoir Buenaventura Báez, l'ancien président qui s'était peu à peu rapproché des Espagnols.
En parallèle, la guerre était devenue fortement impopulaire en Espagne. Elle contribua à la chute du le président du Conseil, Leopoldo O'Donnell. Le ministre de la Guerre ordonna la cessation des hostilités à l’armée espagnole. Les Cortes jugèrent cette guerre coûteuse, et l’occupation de ce territoire par l’Espagne inutile. Le 3 mars 1865, la reine Isabelle II signa la révocation de l’annexion de l’île. Le départ des troupes espagnoles eut lieu le 15 juillet 1865.

## Conséquences
La guerre avait mobilisé d’importants moyens de la part de l’Espagne. Au total, 63 000 hommes ont été mobilisés, dont 41 000 Péninsulaires, 10 000 Cubains et Portoricains et 12 000 Dominicains. Vingt-sept navires de guerre étaient utilisés en permanence pour empêcher l’arrivée de renforts et de matériel aux rebelles.
Le bilan humain, d’après les estimations, ferait état de 5 000 morts espagnols par combat ou maladie, et près de 10 000 blessés ou malades hospitalisés sur place ou évacués à Cuba. Pour les rebelles, les pertes se monteraient à 6 000 morts et 4 000 blessés. Il y aurait eu, au total, 15 000 à 17 000 hommes dans les rangs insurgés.
Le conflit fit d’importants dégâts dans les villes et sur la production agricole. Elle rehaussa par contre la fierté nationale dominicaine. Depuis lors, le 16 août, premier jour de la révolte contre les Espagnols en 1861, est régulièrement fêté. L’issue du conflit montra aussi aux Cubains et aux Portoricains que l’armée espagnole pouvait être défaite.

## Sources
- (es) Cet article est partiellement ou en totalité issu de l’article de Wikipédia en espagnol intitulé « Guerra de la Restauración » (voir la liste des auteurs).